# 돈보이스코주

돈보이스코 현의 문장

돈보이스코 현의 지도

돈보이스코주(러시아어: Область Войска Донского)는 러시아 제국이 지금의 로스토프주에 설치한 주였다. 중심지는 체르카스크였으나, 나중에는 노보체르카스크로 옮겼다.
이 주는 돈 코자크 기병대가 주둔해 있었다. 1786년 이후에는 이 지역은 돈 보이스코 제믈랴 (러시아어: zemlya Voyska Donskogo)가 공식 이름이었으나, 1870년에 다시 돈보이스코주로 개칭되었다.
1913년에 이 주의 면적은 165,000 km2, 인구는 3.800만명이었다.
1920년의 행정 구역 개편으로 이 주의 주요 지역은 돈주로 변했고 1924년에는 세베로캅카스 크라이로 개칭되었다.